# Oncosperma fasciculatum
Espèce
Statut de conservation UICN

 NT  : Quasi menacé
Oncosperma fasciculatum est une espèce de plantes de la famille des Arecaceae.

## Publication originale
- Enumeratio Plantarum Zeylaniae 328. 1864.